# 友部泉蔵

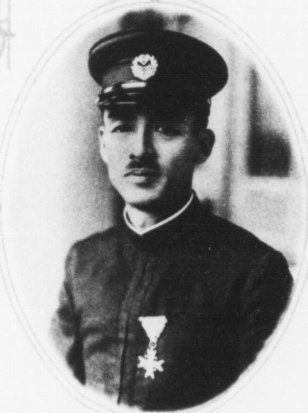
友部泉蔵

友部 泉蔵（ともべ せんぞう、1887年（明治20年）7月1日 - 1941年（昭和16年）4月1日）は、日本の内務・警察官僚。官選和歌山県知事。

## 経歴
宮城県出身。1907年7月、第二高等学校を卒業。1912年7月、東京帝国大学法科大学経済学科を卒業。同年11月、文官高等試験行政科試験に合格。同年12月、内務省に入省し北海道庁属、内務部・長官官房勤務となる。
以後、兼北海道庁警察部巡査教習所教官、北海道庁警視・警察部勤務、北海道庁理事官、秋田県理事官、埼玉県警察部長、神奈川県警察部長、神奈川県書記官・警察部長、福井県書記官・内務部長、栃木県書記官・警察部長などを経て、1928年2月、内務書記官・警保局保安課長、同年7月、内務事務官・警保局保安課長に就任。
1929年7月、濱口内閣により和歌山県知事に任じられた。政府の方針に従い緊縮予算を編成した。1930年8月、知事を休職。1931年5月21日、依願免本官となり退官した。1932年1月、台湾総督府警務局長として復帰。1933年8月4日、関東庁警務局長に転じたが、同年9月12日に依願免本官となり退官した。